# 2000年世界乒乓球錦標賽
2000年世界乒乓球锦标赛，是第45届世界乒乓球锦标赛的团体比赛，于2000年2月19日至26日在马来西亚吉隆坡举行。本届赛事为世乒赛历史上第一届单独举行的团体比赛。

## 赛果
| Event    | 金牌                                         | 银牌                                              | 铜牌                                                                          |
| 男子团体 | 瑞典 · 霍坎松 · 卡尔松 · 佩尔森 · 瓦尔德内尔 | 中國 · 孔令辉 · 刘国梁 · 刘国正 · 马琳 · 王励勤   | 義大利 · Umberto Giardina · 马西米利亚诺·蒙代洛 · Valentino Piacentini · 杨敏 |
| 男子团体 | 瑞典 · 霍坎松 · 卡尔松 · 佩尔森 · 瓦尔德内尔 | 中國 · 孔令辉 · 刘国梁 · 刘国正 · 马琳 · 王励勤   | 日本 · 伟关晴光 · 松下浩二 · 涩谷浩 · 田崎俊雄 · 游泽亮                       |
| 女子团体 | 中國 · 李菊 · 孙晋 · 王辉 · 王楠 · 张怡宁    | 中華臺北 · 陳靜 · 陸雲鳳 · 潘俐君 · 崔秀里 · 徐競 | · 金茂校 · 李恩实 · 朴海晶 · 柳智惠 · 石恩美                                  |
| 女子团体 | 中國 · 李菊 · 孙晋 · 王辉 · 王楠 · 张怡宁    | 中華臺北 · 陳靜 · 陸雲鳳 · 潘俐君 · 崔秀里 · 徐競 | 羅馬尼亞 · 巴蒂斯库 · 格格尔丽塔 · 马娜奇 · 什泰夫                            |